# Комое
Комое (фр. Comoé) — є однією з 45 провінцій Буркіна-Фасо, що розташований у регіоні Каскади.
Столицею провінції є Банфора. Площа Комое — 15 277 км². Станом на 2006 рік населення Комое становить 400 534 особи..

## Адміністративний поділ
Провінція Комое поділяється на 9 департаментів:
- Банфора
- Берегадугу
- Мангодара
- Мусодугу
- Ніянголоко
- Оу
- Сідерадугу
- Субаканіедугу
- Тіефора